# Chaetostricha silvestrii
Chaetostricha silvestrii är en stekelart som först beskrevs av Kryger 1920.  Chaetostricha silvestrii ingår i släktet Chaetostricha och familjen hårstrimsteklar. Inga underarter finns listade i Catalogue of Life.